# 赵道生
赵道生（7世纪—680年），唐朝太子家奴。
唐高宗的章怀太子李贤喜欢音乐、女色，与家奴赵道生等人亲近，经常赏赐他们金帛，司议郎韦承庆上书规劝，太子不听。正谏大夫明崇俨经常向唐高宗和天后说的坏话，儀鳳四年（679年）五月初三，明崇俨被盗贼杀死，没有捕到杀死他的盗贼。天后怀疑这事是太子所干，于是指使人告发太子。唐高宗命令薛元超、裴炎与御史大夫高智周等一起审问太子，在东宫马坊搜出数百件黑甲，作为谋反物证；赵道生供出太子指使他杀死明崇俨。唐高宗迟疑不决，想赦免太子，天后说：“为人子怀逆谋，天地所不容；大义灭亲，何可赦也！”調露二年（680年）八月二十二日，废太子李贤为平民，派遣右监门卫中郎将令狐智通等送李贤到长安，幽禁于别所，赵道生等同党都被处死，搜查出的黑甲在洛阳天津桥南焚烧示众。